# Ruigeweide
Ruigeweide is een buurtschap behorende tot de gemeente Oudewater in de provincie Utrecht. Het ligt 3 kilometer ten westen van Oudewater. Tot 1964 vormde Ruigeweide samen met de buurtschap Langeweide de gemeente Lange Ruige Weide.

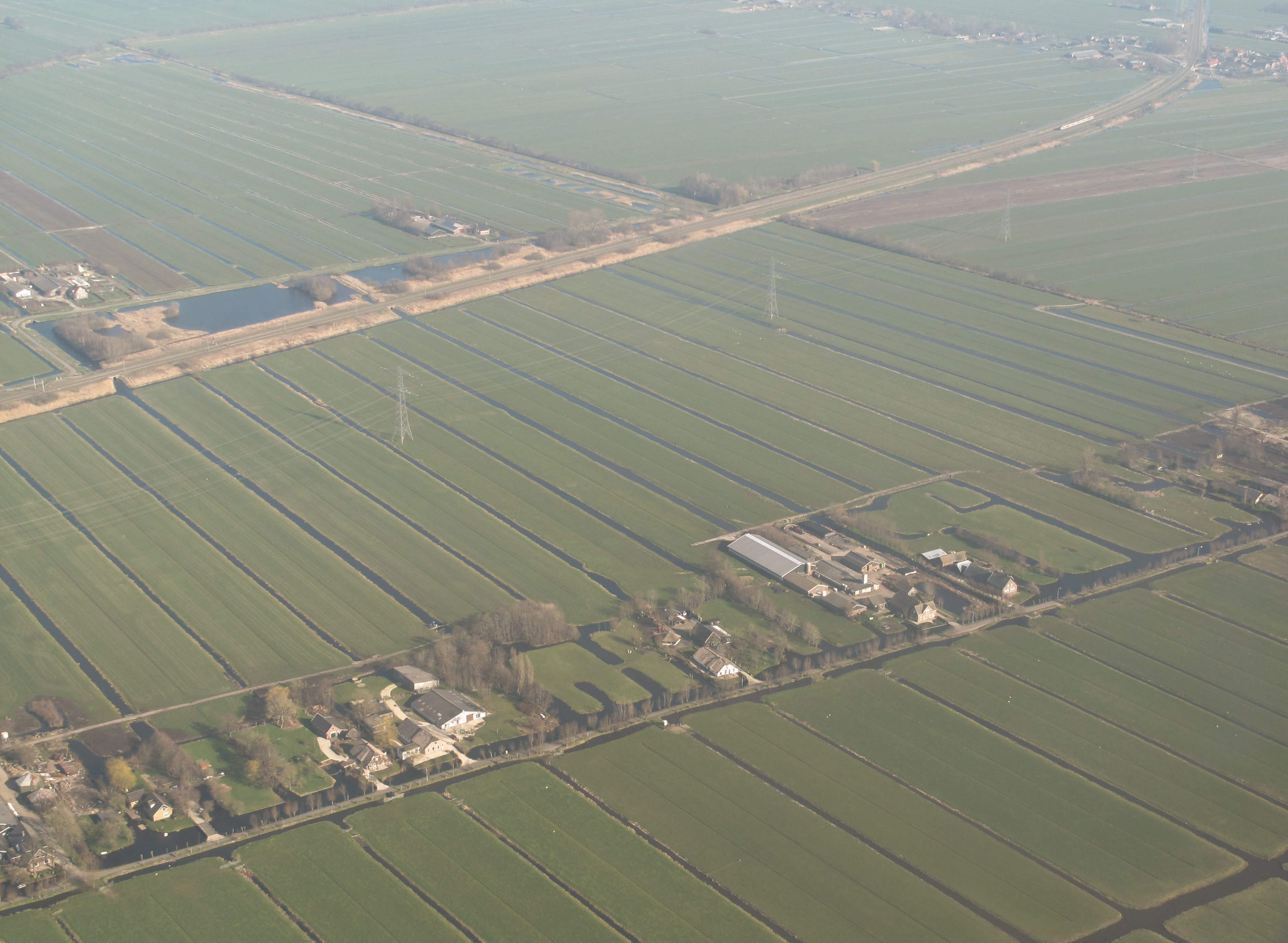
Ruigeweide vanuit de lucht

Stad: Oudewater       Dorpen: Hekendorp · Papekop

Buurtschappen: Diemerbroek · Goejanverwelle · Hoenkoop · Lange Linschoten · Ruigeweide · Snelrewaard · Tappersheul · Vliet · Willeskop

Utrecht · Plaatsen in de provincie      Nederland · Provincies · Gemeenten